# Podzol
Podzol je tipična prst na področjih tajge. Tajga je največji kopenski biom na svetu, zato relativno gledano podzol pokriva največji delež kopnega severne poloble. Tajga ima ostro kontinentalno podnebje s padavinami, ki padajo v nalivih. Zaradi tega je humusna plast izredno tanka in humusni delci so v večji meri sprani v globino, kjer se razkrojijo. 
Podzol je tako kot večina vseh prsti v iglastih gozdovih sive barve, vendar je lahko na vrhu zaradi organskih snovi rahlo rjav. Ker je kisel in zaradi spranosti skromen s hranili, je iz kmetijskega vidika nerodoviten. Zato je območje tajge tudi zelo redko poseljeno.